# Humains, plus qu'humains
Humains, plus qu'humains (titre original : Clay's Ark) est un  roman de science-fiction féministe de l'autrice américaine Octavia E. Butler. Dernier ouvrage publié en 1984 de sa série Patternist, celui-ci sert de préquelle décrivant l'arrivée de la « maladie de l'argile » (Clay ark) à l'origine de la mutation des Clayarks. Ces derniers menacent la survie humaine dans le premier roman de la série, Le Maître du réseau (Patternmaster) de 1976 et dans La Survivante (Survivor) de 1978, que l'autrice a ensuite désavoué.

## Résumé
Le roman est une dystopie qui se déroule dans un futur proche dans lequel la plupart des gens doivent vivre dans des communautés protégées ou dans des groupes nomades armés appelés « familles mobiles (car families) ». L'histoire retrace les expériences de Blake Maslin, un médecin vivant dans le sud de la Californie, et de ses filles jumelles de seize ans, Rane et Keira. Voyageant à travers le désert des Mojaves, ils sont kidnappés tous les trois par Eli Doyle, le seul survivant de Clay's Ark, un vaisseau spatial qui a fait un atterrissage d'urgence dans le désert, au retour de la première mission humaine vers une autre planète que la Terre. Eli est infecté par un micro-organisme extraterrestre qui lui confère des pouvoirs sensoriels et physiques accrus, principalement dédiés à sa survie et à engendrer une descendance. Il réunit une « famille » dans un petit ranch isolé, dans l'espoir de ralentir ou d'arrêter la transmission de l'infection, mais l'envie de se reproduire est si forte qu'il cherche d'autres humains à ajouter à son groupe. De nombreux jeunes hommes ou femmes âgées infectés meurent de la maladie, mais les femmes infectées survivent pour donner naissance à des descendants ressemblant à des sphinx - des quadrupèdes intelligents extraordinairement rapides. Les mutants - qui vont porter le nom de Clayarks dans les romans ultérieurs de la série - considèrent les humains non infectés comme de la nourriture mais peuvent également les contaminer par leur morsure. Blake, Rane et Keira sont infectés et Eli s'attend à ce qu'ils se joignent au projet de reproduction de sa communauté. Mais Blake et ses filles s'enfuient, puis sont capturés par une « famille mobile » aux mœurs beaucoup plus violentes. Blake et Rane, condamnés par le micro-organisme à rechercher de la nourriture et du sexe, sont mortellement blessés par des membres de la « famille mobile ». Rane est décapitée, mais Blake parvient à s'échapper assez longtemps pour infecter un chauffeur de camion long-courrier, rendant inévitable la propagation de la maladie dans le reste du pays et finalement dans le monde. Keira, ayant été guérie de la leucémie par le micro-organisme, accepte à contrecœur de participer au projet de reproduction d'Eli et retourne avec lui auprès de sa famille dans le ranch, enceinte de son propre enfant mutant.

## Personnages

### Personnages principaux
- Eli Doyle - Le seul survivant de Clay's Ark, le premier vaisseau spatial avec équipage à atteindre une autre planète. Il est porteur d'un virus extraterrestre. Eli est également géologue.
- Blake Maslin - Le père de Keira et Rane, médecin.
- Keira Maslin - La protagoniste qui lutte contre la leucémie.
- Rane Maslin - La sœur jumelle de Keira.

### Personnages secondaires
- Andrew Zeriam - Le petit ami de Lorene qui se suicide
- Badger - Ennemi des Clayarks
- Gabriel Boyd - Le père de Meda
- Meda Boyd - L'amante d'Eli
- Christian - Le frère de Meda
- Clay Dana - Inventeur du vaisseau spatial
- Gwyn - La belle-sœur de Meda
- Ingraham - L'ami du mari de Lupe, Eli, atteint de la maladie de l'argile
- Jacob - Le fils d'Eli et de Meda's, Clayarks
- Jorah - La femme décédée de Blake Maslin
- Joseph - Le fils d'Eli et de Meda's, Clayarks
- Stephen Kaneshiro - Le nouveau membre masculin de la communauté Clayark
- Grove Kenyon - Un médecin dans Clay's Ark
- Lorene - La belle-sœur de Meda
- Lupe - La femme d'Ingraham
- Smoke - Ennemi des Clayarks
- Zera - La fille Clayark de Lorene et Andrew Zeriam

## Réception critique
Kirkus Reviews fait l'éloge du « récit fort et fluide avec une tension dans l'action du roman ».
Brian Stableford soutient que le roman et d'autres œuvres d'Octavia E. Butler telles que Novice oscillent entre parasitisme et symbiose réciproque puisque les extraterrestres peuvent conférer des pouvoirs, en contrepartie d'un prix fort à payer.